# Mikhaïl Zemtsov
Mikhaïl Zemtsov (en russe : Михаил Григорьевич Земцов) (né le 1688, à Moscou et mort le 28 septembre 1743, à Saint-Pétersbourg) est un architecte russe représentant du baroque pétrovien.

## Biographie
Mikhaïl Zemtsov est originaire de Moscou. Mais alors qu'il est encore jeune, sa famille s'installe à Saint-Pétersbourg. À 12 ans, il commence à étudier chez Domenico Trezzini, puis chez Nicola Michetti. Il a également été assistant de Jean-Baptiste Alexandre Le Blond. Il apprend l'italien à l'institut provincial. En qualité d'assistant d'architecte, il est parmi les meilleurs et cela n'échappe pas à la perspicacité de Pierre Ier le Grand. L'empereur lui fait rapidement confiance pour des projets importants. Plus tard, il le prendra peu à peu à la place d'architectes étrangers. De 1720 à 1722, il travaille à Tallinn comme suppléant de Nicola Michetti à la construction du château de Kadriorg. À partir de 1721, il dirige seul tout le chantier, et ce, jusqu'à l'achèvement de cette réalisation.

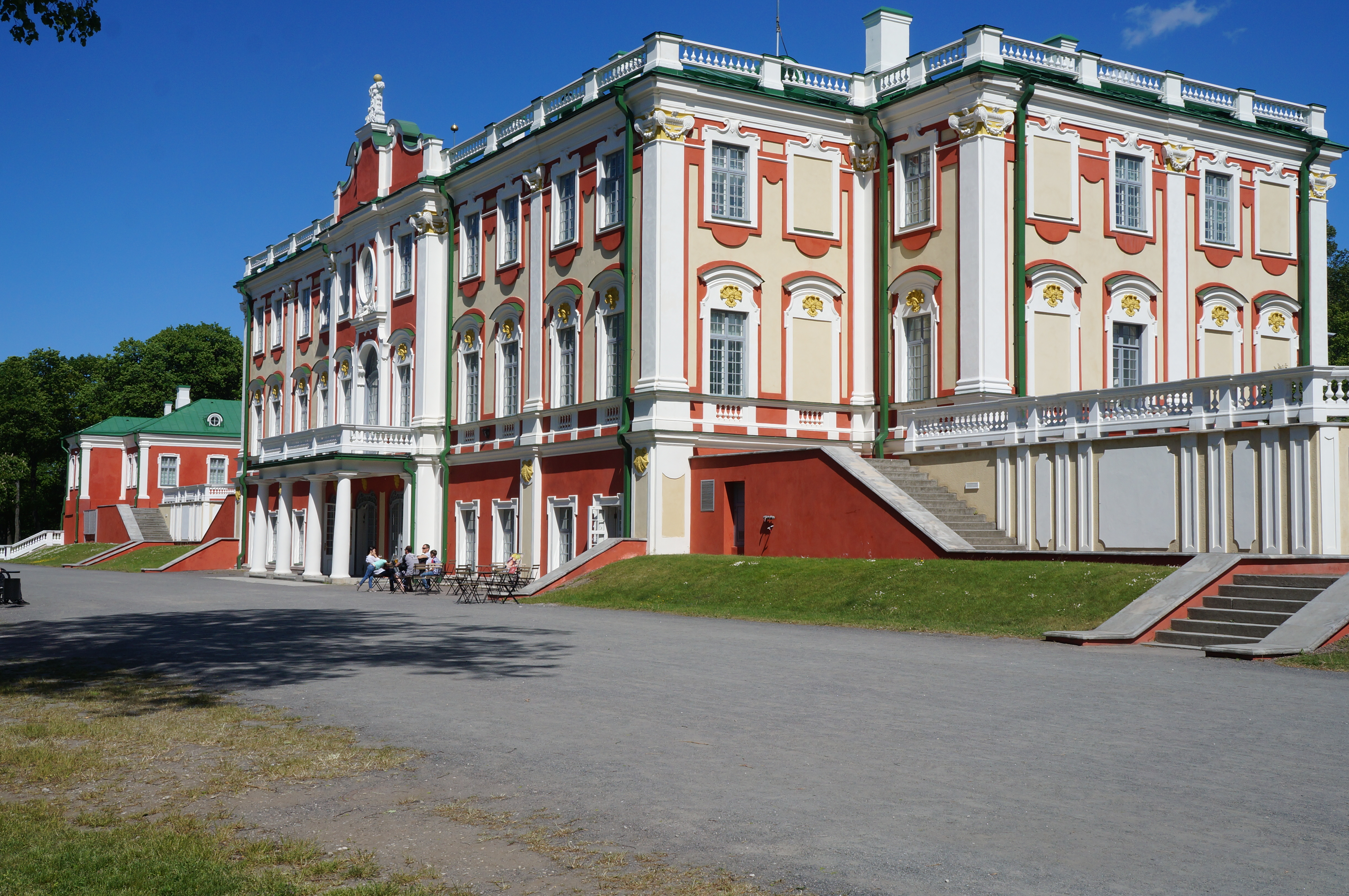
Château de Kadriorg, façade (3)

Puis, en 1723, il se rend en Suède pour embaucher des artisans et des ouvriers et acheter de nouveaux équipements. Il ne possède pas encore le titre d'architecture et il est chargé d'autres missions par Pierre le Grand.
En 1724, il obtient le titre d'architecte. Il dirige alors la reconstruction des fontaines de Peterhof, la création de l'ensemble du parc et des galeries des jardins des tsars. Zemtsov avait aussi des qualités de dessinateur et il dessine notamment une grotte pour le jardin d'été. Comme sculpteur, il est l'auteur de projets qui ornent la Kunstkamera. En 1732, une nouvelle mission lui est confiée : s'occuper des parties non achevées de la laure Alexandre-Nevski.
Après avoir travaillé pendant 32 ans dans la fonction publique avec les mêmes appointements de 550 roubles, Zemtsov est obligé de s'adresser à l'impératrice Élisabeth Petrovna pour améliorer son sort. Il lui demande de lui donner un rang et un salaire y correspondant et d'avoir en plus le minimum pour ses besoins alimentaires journaliers. Ce que même ses étudiants recevaient et que lui n'a jamais reçu. Il lui fallut décrire tous ses états de services et c'est alors seulement que l'impératrice lui confère le grade de lieutenant-colonel et les émoluments liés à ce grade.

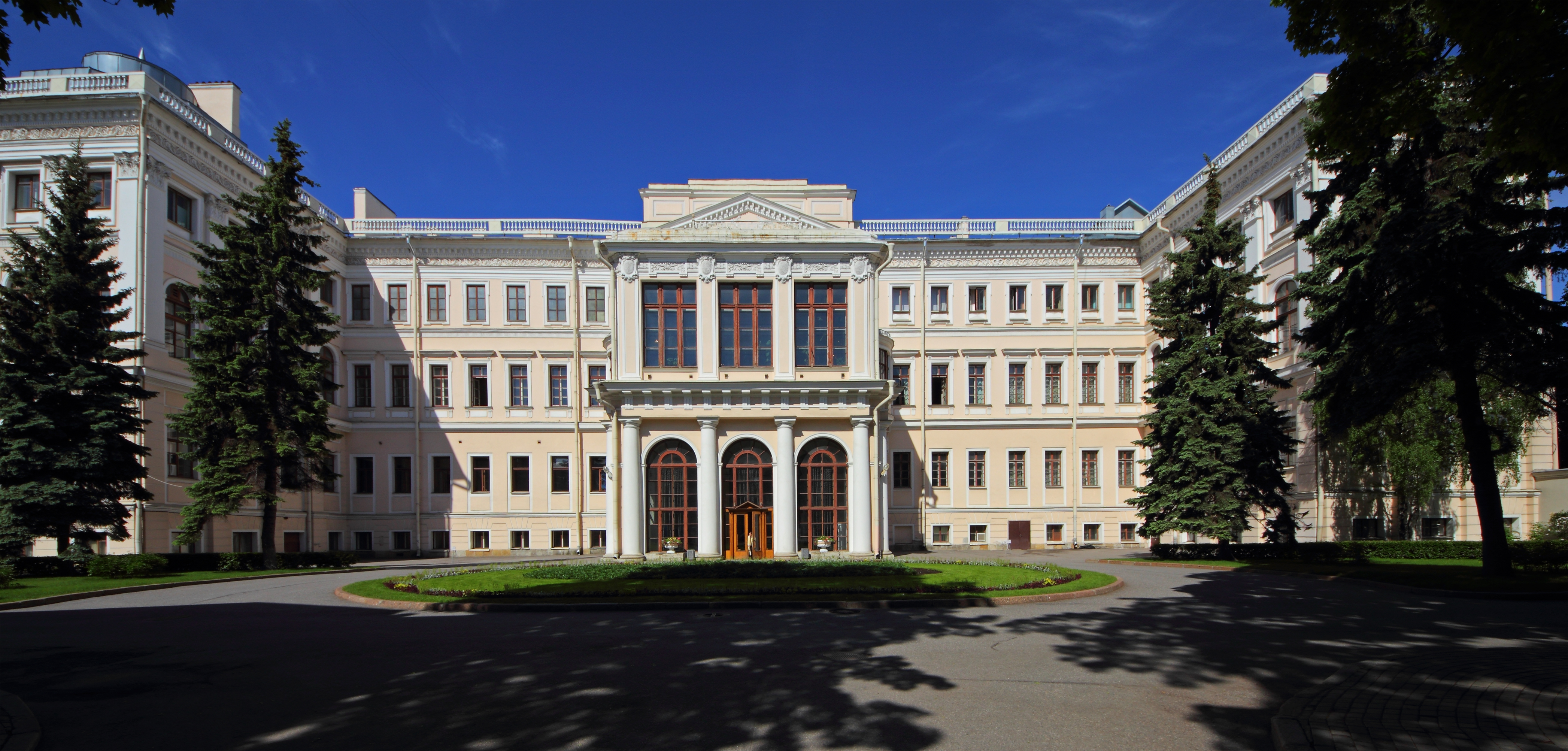
Palais Anitchkov

En 1741, Zemtsov s'engage encore dans la réalisation du palais Anitchkov et du jardin attenant à la propriété. Cet ensemble a été terminé après sa mort en 1743.
Après l'exécution de Piotr Eropkine en 1740, c'est lui qui dirige la Commission de construction de Saint-Pétersbourg. À partir de 1741, il exerce les fonctions d'architecte de la cour d'Élisabeth Petrovna. Il est le premier architecte russe qui incarne après les Italiens (comme Domenico Trezzini) les conceptions architecturales dont rêvait Pierre Ier pour sa capitale.
Pendant longtemps, la date de la mort de Zemtsov est restée inconnue jusqu'à ce que l'on trouve dans les archives : le 28 septembre 1743.

## Réalisations
- 1731—1734. Église Syméon et Anne à Saint-Pétersbourg, consacrée le 27 janvier 1734. Pour édifier la flèche, il est fait appel à l'architecte hollandais Harmen van Bol'es (nl)[2].

- 1733—1737. Église de la Nativité de la Vierge Marie à Saint-Pétersbourg. L'église n'a pas été conservée.
- 1734—1739. Il dirige la construction de l'Église Saint-Pierre-et-Paul de hôpital du district de Vyborg (projet de Domenico Trezzini). Le bâtiment est élevé jusqu'aux architraves. Puis la construction n'est pas achevée avant la fin du XVIIIe siècle. Elle sera intégrée dans les structures de l'Académie médicale militaire.
- Palais Podzorny (ru) pour Pierre Ier le Grand (le bâtiment n'existe plus aujourd'hui)
- Projet de pavillon l'Ermitage à Tsarskoe Selo
- Corpus de la cavalerie (ru) et cour Masterovoï (ru) au Palais de Peterhof (1732)
- Cascade Monts d'or (Palais de Peterhof), avec Nicola Michetti
- Reconstruction de la cascade des ruines (Parc de Peterhof)
- Projet du Palais Anitchkov
- Maisonnette pour le bateau de Pierre le Grand à la Forteresse Pierre-et-Paul;
- 1743—1754. Cathédrale de la Transfiguration de Saint-Pétersbourg. La cathédrale est réalisée de 1743 à 1754. Zemtsov meurt donc au début des travaux en 1743. Après sa mort, c'est Pietro Trezzini qui devient architecte. La cathédrale n'a pas été conservée dans son état premier du fait d'un incendie survenu en 1825. Vassili Stassov l'a complètement reconstruite après le sinistre.